# ゆうきあずさ
ゆうき あずさ（8月20日 - ）は、日本のイラストレーター、漫画家、原画家。主に女性向けゲームを中心に活動している。ゲームでは原画だけでなくシナリオも兼任することが多い。

## 主な作品

### 一般ゲーム（企画・原画・シナリオ）
- Apocripha/0（スタックソフトウェア）
  - Apocripha/0 Happiness Cage（スタックソフトウェア）
- エンジェル・プロファイル（ジェネックス）
- ファンタスティックフォーチュン（富士通、サイバーフロント）
- ファンタスティックフォーチュン2（ジェネックス）
  - ファンタスティックフォーチュン2☆☆☆（ジェネックス）

### アダルトゲーム（企画・原画・シナリオ）
- プリティ☆ウィッチ☆アカデミー!（Strawberry*Maiden）

### iPhone/iPad（企画・原画・シナリオ）
- Kira*Kira（Zodiac）
- WHITE HEAVEN (Zodiac)

### 漫画
- Apocripha/0（全3巻、月刊Gファンタジー）
- ウィッチクラフト109（1巻 - 、Comic B's-LOG）
- エンジェル・プロファイル（全1巻、Comic B's-LOG）
- ファンタスティックフォーチュン2 〜リトルマーメイド〜（全1巻 - コミックZERO-SUM増刊WARD）
- 廃墟サークル（全3巻、一迅社、コミックZERO-SUM、作画：渡辺ゆうな）
- 天使時計 エンジェル・クロック（全2巻、一迅社、コミックZERO-SUM、作画：渡辺ゆうな）
- どこに出しても恥ずかしくない、ハイリスク出産です。(comicoベストチャレンジ、掲載中)

### 小説
- 外道王子（挿絵：渡辺ゆうな、一迅社文庫アイリス）
- 咲くや此の花～誓いの巫女と異国の花婿～（挿絵：増田メグミ、一迅社文庫アイリス）
- アルケミー・ローズ 嘘つき錬金術師と恋のばら（挿絵：ねぎしきょうこ、一迅社文庫アイリス）

### 画集
- Apocripha/0 公式ファンブック ゆうきあずさの世界（一迅社）
- Soul flower ゆうきあずさ Apocripha/0 原画集（ムービック）
- ファンタスティックフォーチュン2 画集 ゆうきあずさの世界（一迅社）
- エンジェルプロファイル ビジュアルブック（エンターブレイン）

### ドラマCD（原作・脚本・ジャケット）
- Apocripha/0　「Blue Tail in the cross　前後編」（Lantis）
- ファンタスティックフォーチュン2　３連作（マリン・エンタテインメント）
  - 「Marine Style」※脚本監修のみ
  - 「Aqua Balance」
  - 「Aoi Romance」
- Apocripha/0　「Passion Flower」（マリン・エンタテインメント）
- エンジェル・プロファイル　「Boys,be ambitious!　前後編」（Lantis）